# Lancia 2000
Lancia 2000 es un automóvil de turismo fabricado por la marca italiana Lancia entre los años 1971 y 1974.

## Características
El Lancia 2000 es el primer modelo de Lancia bajo la batuta de Fiat, una evolución ligera del modelo precedente, el Flavia, conservando enteramente la parte mecánica (motor Boxer 4 cilindros, 1991 cc y 115cv) y la parte central de la carrocería, mientras que el frontal y la parte posterior de la carrocería recibieron una ligera actualización. Sin embargo, al ser un modelo derivado del Flavia, compartía con este los altos costos de fabricación, por lo que la producción del modelo fue cancelada a finales de 1974, con un total de 14.319 ejemplares vendidos.

## Motores
| Modelo         | Años    | Motor         | Cilindrada | Potencia | Alimentación |
| -------------- | ------- | ------------- | ---------- | -------- | ------------ |
| 2000           | 1969-74 | Lancia H4 ohv | 1991 cc    | 114 PS   | carburador   |
| 2000 Iniezione | 1969-74 | Lancia H4 ohv | 1991 cc    | 126 PS   | Inyección    |

## Versiones
| Versión        | Años      | Producción |
| 2000           | 1971–1974 | 8844       |
| 2000 Iniezione | 1972–1974 | 5475       |
| 2000 Coupé     | 1971–1974 | 1399       |
| 2000 Coupé HF  | 1971–1974 | 1229       |

## Galería

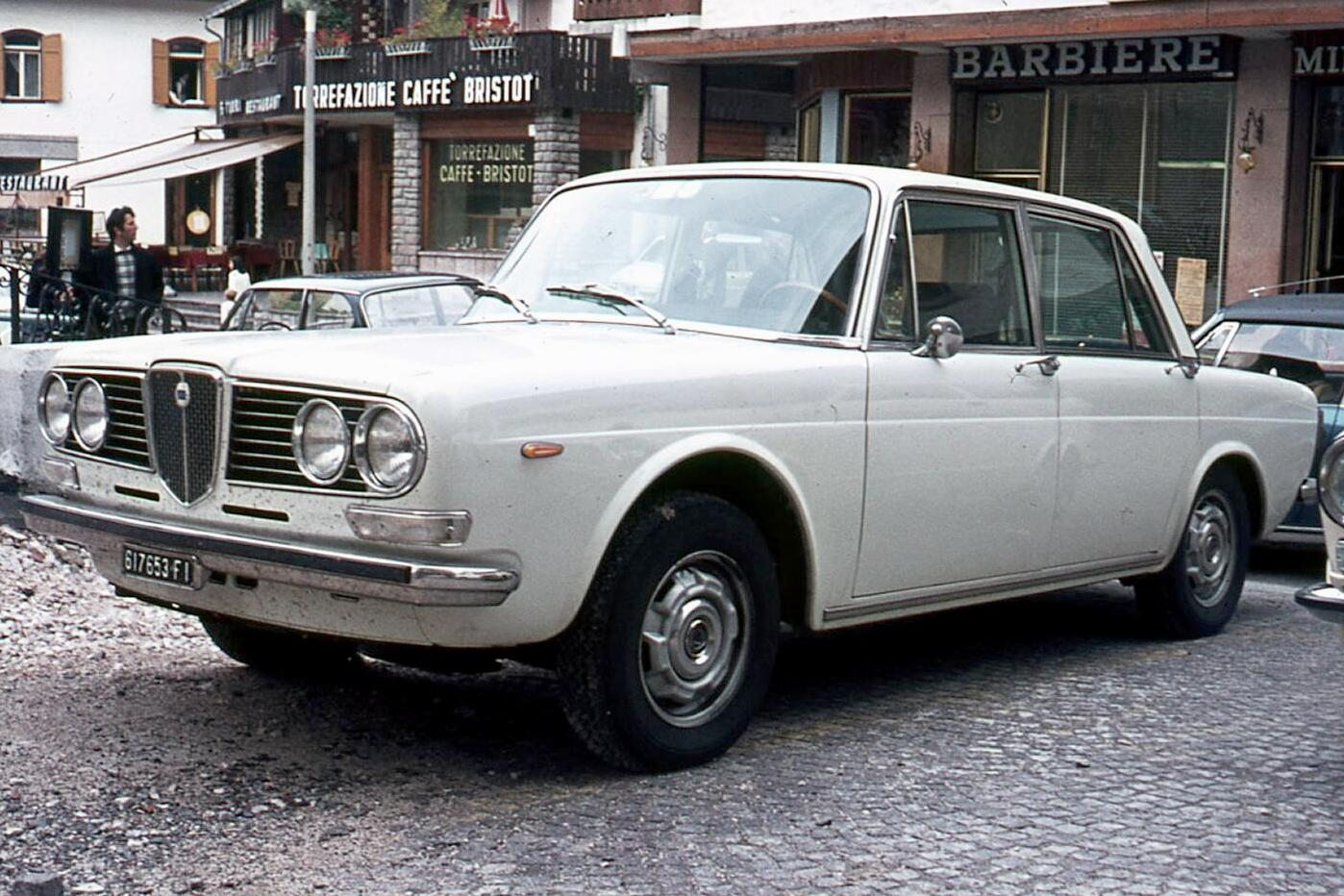
Lancia 2000 sedan..
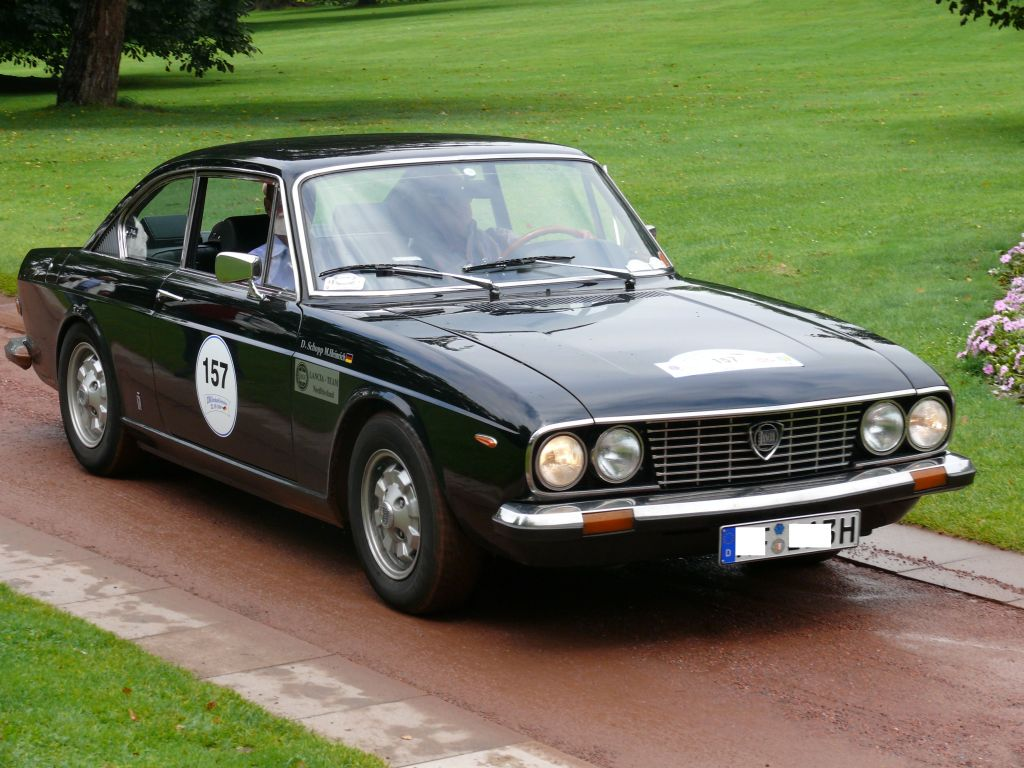
Lancia 2000 coupé HF..
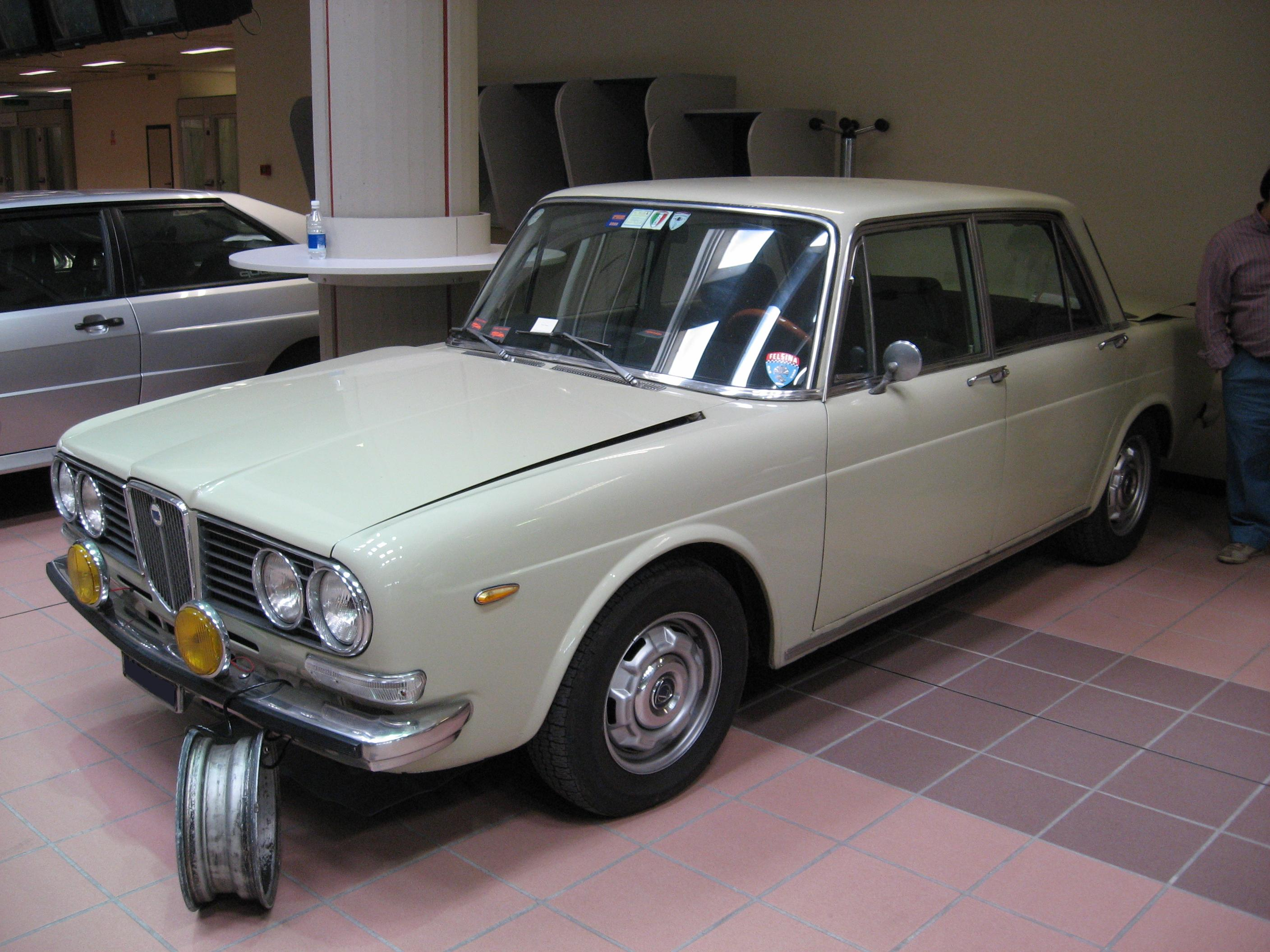
Lancia 2000 iniezione..
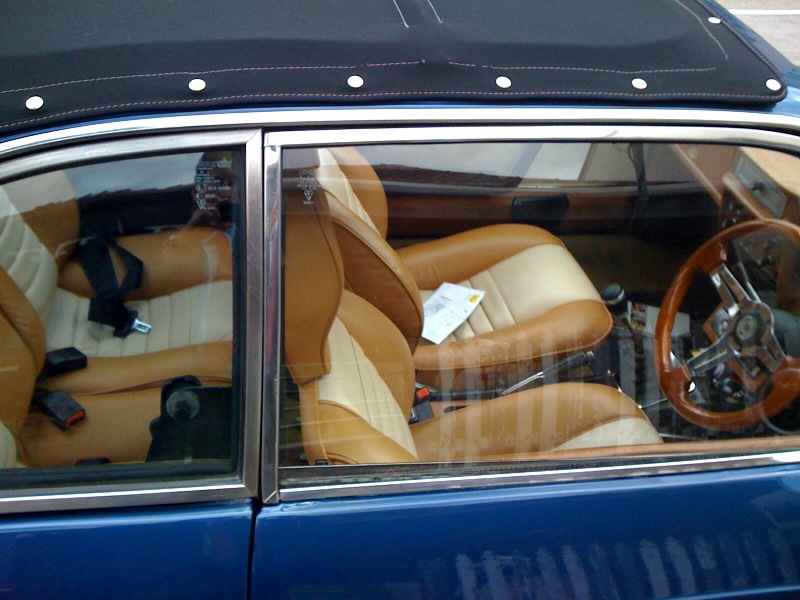
Interior del Lancia 2000 coupé..

- Datos: Q1740727
- Multimedia: Lancia 2000 / Q1740727